# Wanderson (football, 1988)
Pour les articles homonymes, voir Wanderson.
Wanderson Cristaldo Farias, plus couramment appelé Wanderson, est un footballeur international bulgare né le 2 janvier 1988 à Cruzeiro do Oeste. Il évolue au poste de milieu offensif au sein du club Sport Recife.

## Biographie
Wanderson commence sa carrière au Centro Esportivo Nova Esperança. Il rejoint ensuite l'Iraty Sport Club en 2010, puis signe au Sport Club Barueri. Après une saison passée dans ce club, il retourne au Centro Esportivo Nova Esperança. C'est là qu'il commence à jouer en Série D, inscrivant trois buts.
En janvier 2012, Wanderson signe avec Oeste. Il marque son premier but le 3 février. Avec cette équipe il remporte la Série C. Il joue à 34 reprises, marquant quatre buts.
Le 23 août, il signe avec l'Associação Portuguesa de Desportos, club de première division brésilienne. Il fait ses débuts le 13 septembre 2013 contre Fluminense, puis marque son premier but contre l'Internacional (1-0).Il joue à 16 reprises, pour un total de 3 buts marqués.
En avril 2014, il signe avec le club bulgare du Ludogorets Razgrad. Le 27 août 2014, lors du match retour des barrages de Ligue des Champions contre le Steava Bucarest, il rentre en jeu en tant que remplaçant quelques minutes plus tard, il marque un magnifique but en reprise de volée et permet à son club d'arracher les prolongations, pour finalement l'emporter aux tirs au but, bien qu'il rate le sien.

## Palmarès
- Champion de Bulgarie en 2015, 2016, 2017, 2018, 2019, 2020 et 2021 avec le Ludogorets Razgrad
- Championnat du Brésil de Série C (D3) en 2012 avec l'Oeste Futebol Clube
- Champion du Mato Grosso do Sul en 2011 avec le Sport Club Barueri
- Finaliste de la Coupe de Bulgarie en 2017